# Martin Carl Wilhelm von Wölckern
Ritter und Edler Martin Carl Wilhelm von Wölckern (* 14. Februar 1755; † 16. März 1832) war reichsstädtisch bzw. königlich bayerischer Verwaltungsjurist zu Nürnberg und genealogisch-heraldischer Autor, sowie Gutsherr auf Kalchreuth.

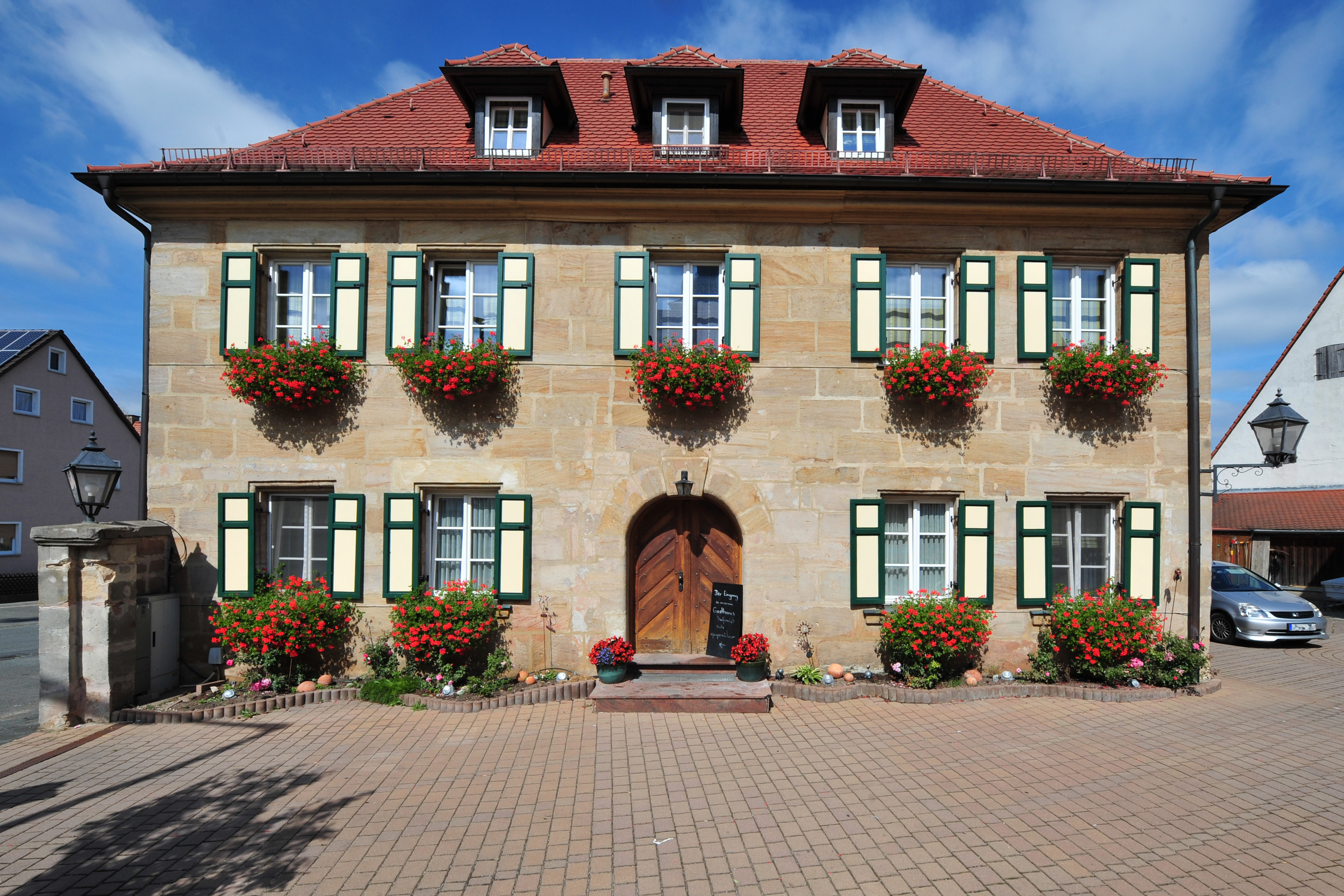
„Wölckern-Schlösschen“ in Kalchreuth, 1763–1845 Familienbesitz

## Leben

### Herkunft
Martin Carl Wilhelm von Wölckern entstammte einer vormals in fürstbischöflich Bamberger Hofdiensten stehenden, im 16. Jahrhundert protestantisch gewordenen fränkischen Linie vorgeblich der altadligen österreichischen Familie von Wolckersdorf, später genannt Wölcker. Diese erhielt 1728 eine kaiserliche Adelsanerkennung und wurde 1730 unter die gerichtsfähigen Geschlechter Nürnbergs aufgenommen. Sein Großvater Lazarus Carl war Nürnberger vorderster Ratskonsulent, der gleichnamige Onkel (* 1727) war seit 1779 Reichshofrat und sein Vater Carl Wilhelm  (* 1728) seit 1768 Pfleger zu Altdorf bei Nürnberg. Die Mutter Sophia Maria († 1773) entstammte einer freiherrlichen Linie der Nürnberger Patrizierfamilie Tucher, die Stiefmutter (seit 1774) Maria Elisabetha Wilhelmina der Nürnberger Patrizierfamilie Furtenbach.

### Familie und Wirken
1785 heiratete Martin Carl Wilhelm Anna Luzia (* 1753), Tochter des Freiherrn Georg Wilhelm von Löffelholz, mit der er zwei Töchter bekam (1787 und 1790).
1788 wurden die von Wölckern, deren Geschlechtsältester Martin Carl Wilhelm nach dem 1805 verstorbenen Vater und dem ebenfalls 1805 verstorbenen Onkel war, mit kaiserlicher Bestätigung unter die ratsfähigen Geschlechter Nürnbergs aufgenommen, gehörten also auch zum Patriziat.

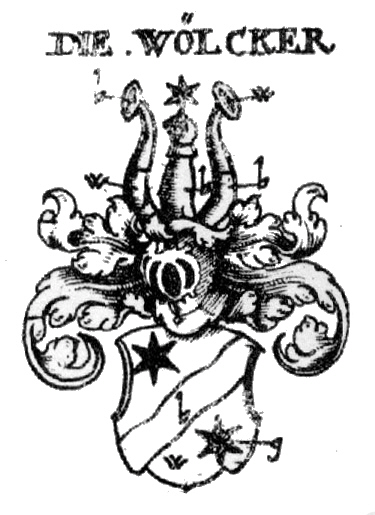
Wappen der Wölckern im Siebmacher bei den nürnbergischen Adelsgeschlechtern

Martin Carl Wilhelm gehörte 1792 der Nürnberger Kron-Gesandtschaft nach Frankfurt am Main an, wo er von Kaiser Franz II. den Ritterschlag empfing. Daher wurde er später im neugeschaffenen Königreich Bayern anders als die Gesamtfamilie bei der Ritterklasse immatrikuliert.
1795 wurde er Pfleger des Landalmosenamtes. 1799 wurde der Selekt des Nürnberger Patriziats gegründet. Martin Carl Wilhelm von Wölckern war einer der ersten Vertreter dieser patrizischen Interessengemeinschaft. Nachdem die vormalige Reichsstadt Nürnberg in das Königreich Bayern einverleibt wurde, wurde Wölckerns Amt des Pflegers des Landalmosenamtes in das eines königlich bayerischen Distrikts-Stiftungsadministrators überführt, das er bis zu seiner Pensionierung (vor 1818) bekleidete.
Wölckern gehörte 1789 zu den Gründern der Freimaurerloge Zu den drei Pfeilen. Er war auch Mitglied des Historischen Vereins des Rezat-Kreises. Hervorzuheben ist sein Werk über die Wappen der seinerzeit blühenden Adelsfamilien im Königreich Bayern.
Der, noch zu Wölckerns Lebzeiten, 1829 geborene spätere württembergische General der Infanterie Wilhelm von Woelckern war sein Großneffe. Mit diesem erlosch das Geschlecht 1905 im Mannesstamm.

## Werke
- Beschreibungen aller Wappen der fürstlichen, gräflichen, freiherrlichen und adelichen jeztlebenden Familien im Königreich Baiern, Bände 1–4, Nürnberg 1821–1829